# Kalkofen (Naturschutzgebiet, Enzkreis)
Das Naturschutzgebiet Kalkofen liegt auf dem Gebiet der Gemeinde Mönsheim in Baden-Württemberg.

## Kenndaten
Das Schutzgebiet entstand am 2. Mai 2012 durch Verordnung des Regierungspräsidiums Karlsruhe mit der Schutzgebietsnummer 2231. Diese Verordnung wurde im Gesetzblatt für Baden-Württemberg am 25. Mai 2012 veröffentlicht und trat am 12. Juni 2012 in Kraft. Der CDDA-Code des NSG lautet 555552562  und entspricht der WDPA-ID.

## Lage
Das Naturschutzgebiet liegt rund einen Kilometer südöstlich von Mönsheim. Es gehört vollständig zum FFH-Gebiet Nr. 7119-341 Strohgäu und unteres Enztal. Das Schutzgebiet liegt im Naturraum 123-Neckarbecken innerhalb der naturräumlichen Haupteinheit 12-Neckar- und Tauber-Gäuplatten.

## Schutzzweck
Schutzzweck ist laut Schutzgebietsverordnung die Erhaltung, Sicherung und Entwicklung eines naturraumtypischen, gut gegliederten Landschaftsausschnitts des Heckengäus mit Magerrasen, Wiesen, Hecken, Äckern, Lesesteinriegeln und Feldgehölzen sowie der Laubwälder mit Altholz- und Habitatbäumen als Lebensräume der vorkommenden Populationen teilweise speziell angepasster, seltener und landesweit bestandsgefährdeter Tier- und Pflanzenarten. 
Schutzzweck ist auch die Erhaltung, Sicherung und Entwicklung der im Gebiet vorkommenden Lebensraumtypen aus Anhang I der FFH-Richtlinie, insbesondere der Lebensraumtypen Naturnahe Kalk-Trockenrasen (Code 6210) und Magere Flachland-Mähwiesen (Code 6510) sowie die Erhaltung und Entwicklung der im Gebiet vorkommenden Populationen der Arten nach Anhang II der FFH-Richtlinie.